# Ciney
Ciney (in vallone Cînè) è un comune belga di 15 078 abitanti situato nella provincia vallona di Namur. Gli è stato dedicato un asteroide, 3138 Ciney.